# GOES 15

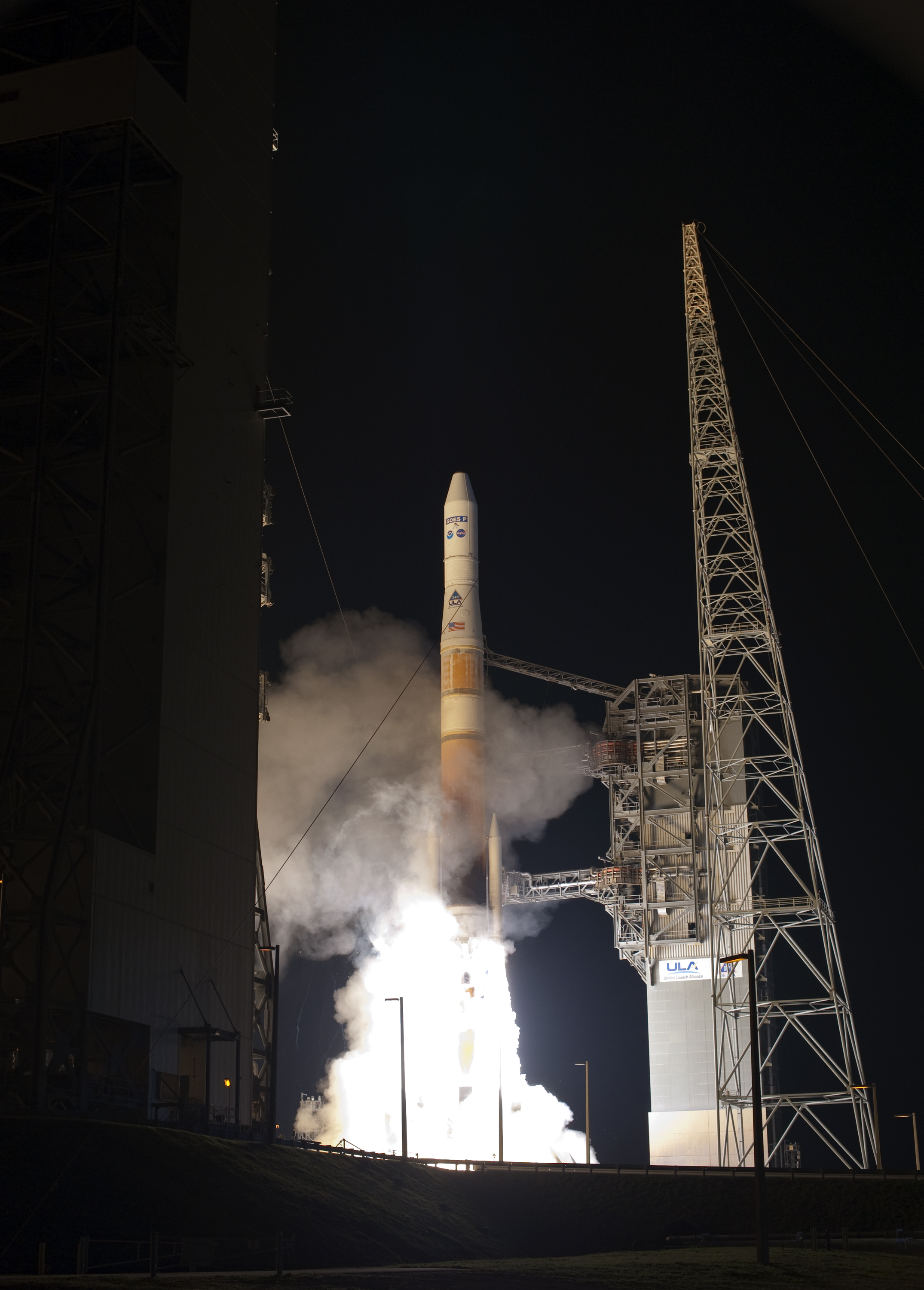
SLC-37Bから打ち上げられるGOES 15 2010.3.4

GOES 15は、以前はGOES-Pとして知られたアメリカ海洋大気庁 (NOAA) が運用する静止気象衛星GOESシリーズの一つである。
ボーイング社によって製造されたBSS-601衛星バスの3機のGOES衛星の中で最後の機体である。他のBSS-601 GOES衛星は2006年5月打ち上げのGOES 13、2009年6月に打ち上げられたGOES 14である。これまでに計16機のGOES衛星が打ち上げられた。
GOES 15はデルタ IV-M+(4,2)ロケットの頭部に搭載されてケープカナベラル空軍基地第37発射施設から打ち上げられた。
3月4日23:57 GMTに打ち上げられ静止軌道へ3月16日に投入されGOES 15として再指定された。現在は打ち上げ後の試験を行い、他のGOES衛星の故障に備えて待機している。 
打ち上げ時の重量は3,238キログラム (7,139 lb)だった。設計寿命は10年で電力は1枚のガリウム砒素太陽電池から2.3kWが供給される。A24セルのニッケル水素蓄電池が搭載されており、食に入る時間帯の電力の供給に使用される。 GOES15に搭載される観測機器として5チャンネルの複数波長カメラで可視光と赤外線で撮影し、大気の温度や水分を観測し、太陽X線カメラで太陽フレアを検出し磁気圏、宇宙マイクロ波背景放射、荷電粒子の観測装置も備える。